# David Edward Hughes
David Edward Hughes (Londra o Corwen, 16 maggio 1830 – Londra, 22 gennaio 1900) è stato un inventore britannico naturalizzato statunitense, noto per aver inventato il microfono a carbone.

## Biografia
Nato in una famiglia gallese dalla forte tradizione musicale, a sette anni emigra negli Stati Uniti con i genitori e nel 1850 diventa professore di musica in Kentucky.
Dopo aver brevettato un telegrafo a tastiera nel 1855 (antesignano delle telescriventi), di successo immediato, Hughes arrivò a ideare un microfono a carbone nel 1878, precursore dei microfoni a carbone tipici che sarebbero stati poi usati per quasi tutto il Novecento.

### Probabile produzione involontaria di onde radio
Mentre stava conducendo degli esperimenti a Londra nel 1879, Hughes scoprì che un contatto lento di un telefono di tipo Bell che stava usando sembrava emettere delle scintille mentre usava un apparecchio per l'induzione. Nel febbraio 1880 Hughes presentò le sue idee alla Royal Society, ma fu convinto che si trattasse solo di una classica induzione a distanza e non una trasmissione di segnali via etere. Non essendo esperto di fisica, Hughes accettò la risposta.
Nel 1888 Heinrich Hertz avrebbe dimostrato sperimentalmente l'esistenza delle onde elettromagnetiche e un anno prima di morire venne riconosciuto che Hughes fosse effettivamente stato il primo a produrre delle onde radio, sebbene Hughes stesso in un'intervista di quello stesso anno al giornale scientifico The Electrician riconoscesse a Guglielmo Marconi e a Hertz la paternità dell'invenzione della radio, per essere stati capaci di produrre conclusioni più avanzate delle sue e per aver condotto esperimenti con più determinazioni.

### Medaglia Hughes

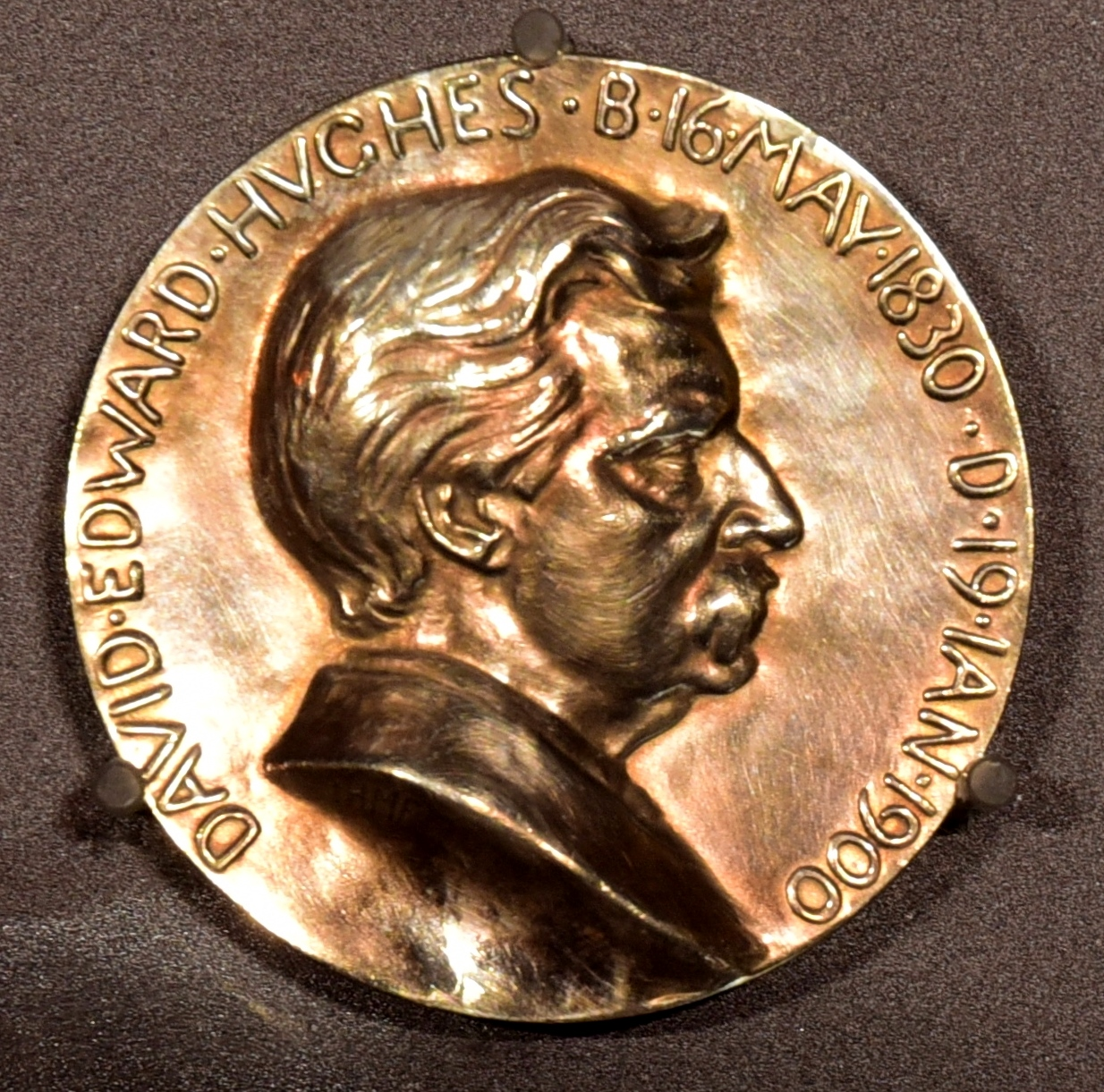

Nemmeno due anni dopo la sua morte, la stessa Royal Society decise di istituire una medaglia in onore di Hughes per premiare gli scienziati che si sono distinti in importanti scoperte nel settore delle scienze fisiche.

## Galleria d'immagini

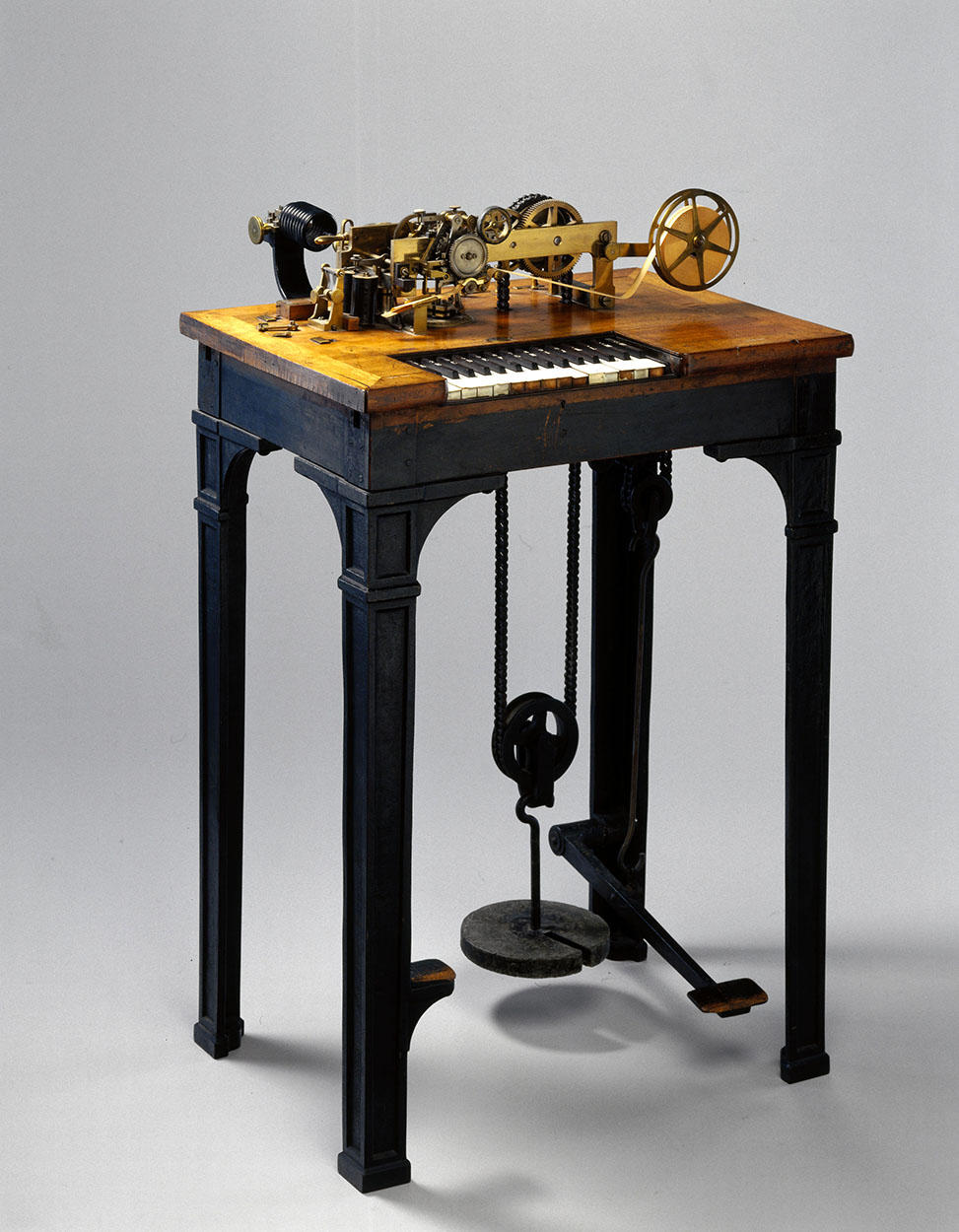
Il telegrafo a tastiera del 1855 e costruito nel 1860
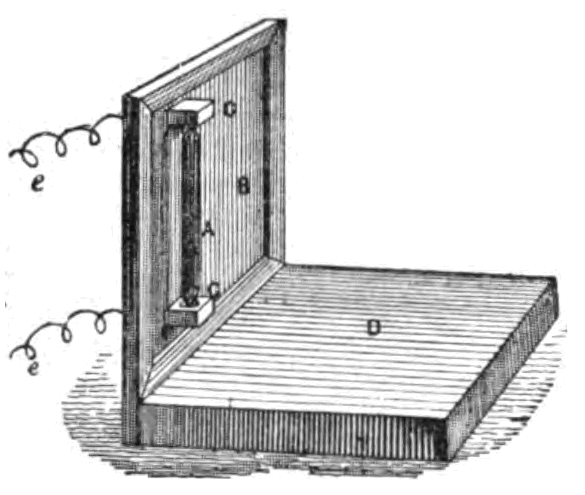
Microfono a carbone di Hughes del 1878